# Evaporazione

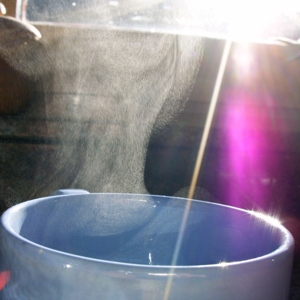
Il vapore acqueo che evapora da una tazza di tè caldo diviene visibile in seguito alla sua condensazione in minutissime goccioline. Si parla di equilibrio dinamico.

In fisica l'evaporazione è il passaggio di stato dal liquido a quello aeriforme (gas o vapore) che coinvolge la sola superficie del liquido. Alla temperatura di ebollizione avviene invece il processo di ebollizione che coinvolge l'intero volume del liquido. Entrambi i processi rappresentano il cambiamento di stato da liquido ad aeriforme vengono complessivamente identificati sotto il nome di vaporizzazione.

## Descrizione

### Evaporazione naturale
In natura l'evaporazione è fondamentale nel ciclo dell'acqua: fiumi, laghi, mari e oceani cedono parte della propria acqua che raggiunge l'atmosfera terrestre sotto forma di vapore, dove è funzione della temperatura dell'aria, dell'umidità relativa e della velocità del vento. 
Il vapore per condensazione si trasforma successivamente in pioggia, neve o grandine. La fonte esterna di energia è l'energia radiante del Sole. L'evaporazione è funzione diretta della temperatura e funzione inversa della pressione di vapore (umidità relativa) dell'ambiente: all'aumentare della temperatura aumenta il flusso evaporante e alla saturazione dell'ambiente si ha raggiungimento dell'equilibrio cioè a ogni molecola che evapora in un dato intervallo di tempo ce n'è in media un'altra che ritorna nella fase liquida nello stesso intervallo di tempo.
Anche la circolazione aerea ovvero il vento può favorire l'evaporazione. Nelle saline si sfrutta il fenomeno dell'evaporazione naturale per la produzione di sale.

### Evaporazione industriale

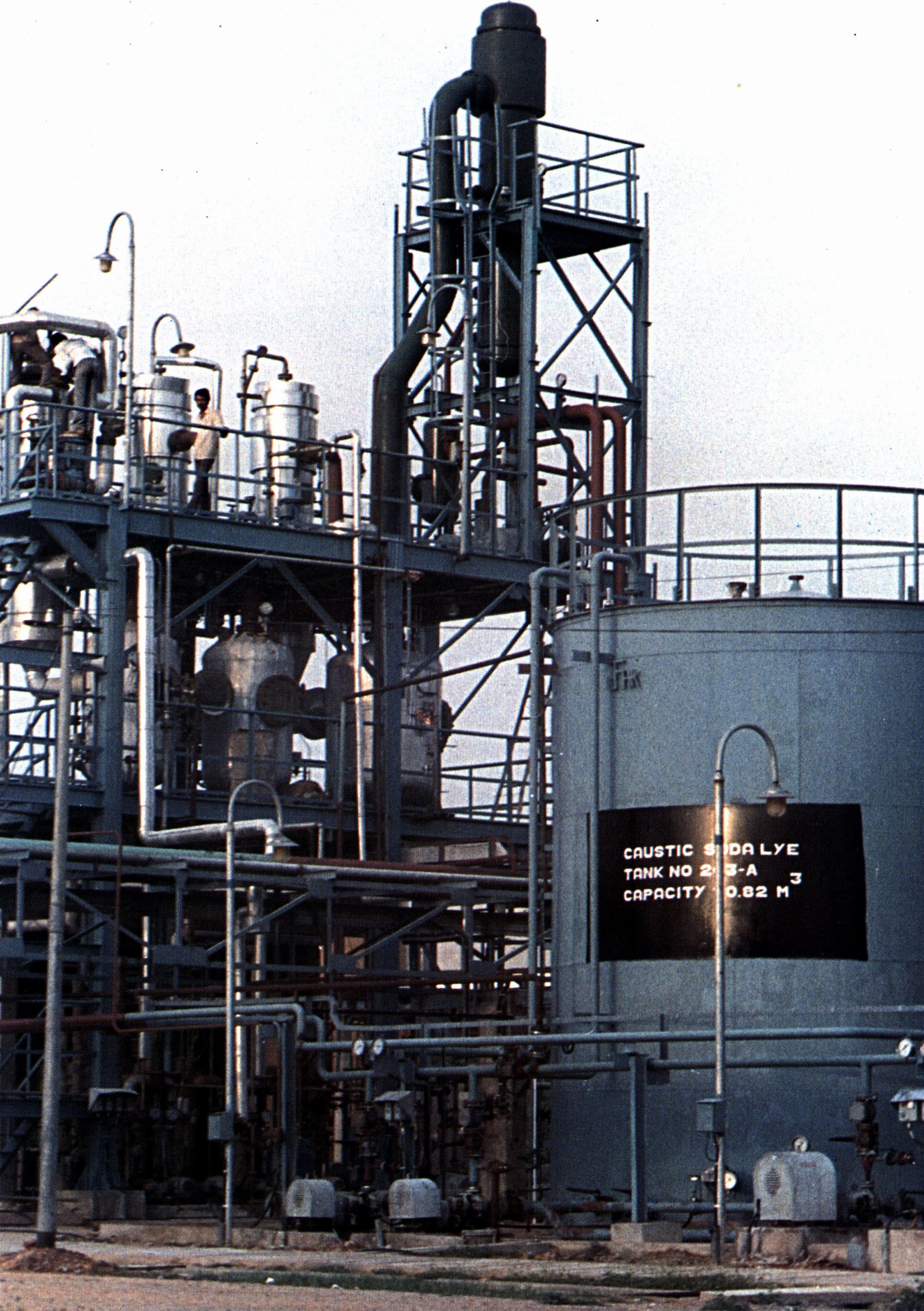
Evaporatore a film cadente per il trattamento della soda caustica.

L'evaporazione in impiantistica è il nome di due operazioni unitarie in cui:
- viene rimosso, mediante somministrazione di energia termica, un componente non volatile di una soluzione o di una sospensione (che viene portata oltre il suo punto di ebollizione), ottenendo così una soluzione o sospensione più concentrata negli altri componenti;[4][5]
- viene scambiato calore allo scopo di ottenere la vaporizzazione di un liquido.[5] Ne è un esempio l'evaporatore di un ciclo frigorifero.

Nel primo caso l'obiettivo dell'operazione è la separazione, mentre nel secondo caso è lo scambio termico. In ambedue i casi l'apparecchiatura atta a compiere il processo unitario è detta evaporatore.

## Descrizione termodinamica
Nel processo di evaporazione, che è sempre endotermico, l'entalpia del liquido soggetto a evaporazione diminuisce, per sottrazione di energia cinetica, di una quantità specifica denominata calore latente. Nei liquidi puri (ossia non in soluzione) questa cessione di energia avviene in modo isotermico, ossia senza variazione di temperatura.
A differenza del fenomeno dell'ebollizione, che avviene a temperature caratteristiche per ogni sostanza (a pressione fissata) e coinvolge l'intera massa di liquido, l'evaporazione avviene a qualsiasi temperatura, e coinvolge solo il pelo libero di un liquido. In queste condizioni una molecola evapora dal liquido se acquista energia cinetica sufficiente ad allontanarsi dal pelo libero del liquido, il che avviene in maniera del tutto casuale ovvero secondo le leggi della statistica.
Il fenomeno dell'evaporazione segue la legge delle pressioni parziali di Dalton:
{\displaystyle G=-\left[D{\frac {\left(\rho _{s}-\rho _{r}\right)}{\delta }}\right]}
dove:
- G = portata specifica di evaporazione;
- δ = spessore dello strato limite;
- ρs = densità del vapore su superficie evaporante;
- ρr = densità del vapore su interfaccia strato limite – atmosfera;
- D = diffusività del vapore per il fluido in evaporazione;

oppure, in termini energetici:
{\displaystyle q=-\Delta h_{lg}\left[D{\frac {\left(\rho _{s}-\rho _{r}\right)}{\delta }}\right]}
dove:
- q = flusso termico di evaporazione;
- Δhlg = calore latente di vaporizzazione.

Per trasformare l'equazione in termini di tensione di vapore si può ipotizzare in prima approssimazione l'equazione di stato dei gas perfetti; per esempio, per l'acqua:
{\displaystyle \rho ={\frac {m_{m}}{R}}\cdot {\frac {p}{T}}={\frac {18\ \mathrm {g/mol} }{8,314\ \mathrm {J/mol/K} }}\cdot {\frac {p}{T}}=2,165\ \mathrm {\frac {g\cdot K}{J}} \cdot {\frac {p}{T}}}
dove:
- {\displaystyle T} = temperatura;
- {\displaystyle p} = pressione;
- {\displaystyle \rho } = densità;
- {\displaystyle m_{m}} = massa molare;
- {\displaystyle R} = costante universale dei gas;

e quindi:
{\displaystyle q=-\Delta h_{lg}\cdot D\cdot {\frac {2,165\left(p_{s}-p_{r}\right)}{T\cdot \delta }}}
dove:
- ps = tensione di vapore su superficie evaporante;
- pr = tensione di vapore su interfaccia strato limite atmosfera;

e quindi:
{\displaystyle q=-\Delta h_{lg}\cdot {\frac {2,165\left(p_{s}-p_{r}\right)}{T\cdot R_{a}\cdot R_{t}}}}
dove:
- Ra = δ/D (resistenza alla diffusione);
- Rt = resistenza aggiuntiva (se, per esempio, il fluido evaporante si trova all'interno di tessuti vegetali).

## Calcolo dell'evaporazione

### Da specchi liquidi
Il calcolo della quantità d'acqua evaporata da specchi liquidi in generale non è banale e in letteratura si prediligono espressioni empiriche che forniscono valori dell'evaporazione giornaliera, mensile o annua; ad esempio Rohuver (1931) propone per il calcolo dell'evaporazione giornaliera (mm/giorno):
{\displaystyle \varepsilon _{g}=0,771\cdot (1,465-0,0007\cdot p)(0,44+w)(E-e)}
dove:
- {\displaystyle E} è la tensione di vapore saturo (mmHg);
- {\displaystyle e} è la tensione di vapore presente (mmHg);
- {\displaystyle p} è la pressione barometrica (mmHg);
- {\displaystyle w} velocità del vento (km/h);

Dalton (1802) propone per l'evaporazione mensile (mm/mese):
{\displaystyle \varepsilon _{m}=k\cdot ({\bar {E}}-{\bar {e}})\cdot {760 \over {\bar {p}}},}
essendo:
- {\displaystyle {\bar {E}}} ed {\displaystyle {\bar {e}}} riferite alla temperatura media mensile;
- {\displaystyle k=0,56} per aria poco mossa e {\displaystyle k=0,70} con vento moderato.